# 倒卵叶算盘子
倒卵叶算盘子（学名：Glochidion obovatum）为大戟科算盘子属下的一个种。

## 扩展阅读
- 維基物種上的相關：倒卵叶算盘子